# Hartwall Arena
Hartwall Arena (cunoscută și ca Hartwall Areena, Helsinki Areena, Helsingin Areena sau Helsingforsarenan) este o arenă acoperită multifuncțională din Helsinki, Finlanda. A fost gazda concursului muzical Eurovision 2007, care s-a desfășurat pe 10 și 12 mai.